# Dichaea gomez-lauritoi
Dichaea gomez-lauritoi là một loài thực vật có hoa trong họ Lan. Loài này được Pupulin mô tả khoa học đầu tiên năm 2007.